# Время ведьм (фильм, 1972)
«Время ведьм» (англ. Season of the Witch) — художественный фильм, снятый режиссёром Джорджем Ромеро и вышедший на экраны в 1973 году.

## Сюжет
39-летняя домохозяйка Джоан Митчел живёт в большом пригородном доме Питтсбурга с мужем Джеком, успешным бизнесменом, и 19-летней дочерью Никки, студенткой местного колледжа. Несмотря на кажущееся благополучие, женщина глубоко несчастна. Вся её жизнь — занятие домашней работой, к тому же муж, сильно занятый своим бизнесом, практически не уделяет Джоан времени и проводит в командировках недели. Во время одного из собраний жителей городка она знакомится с Мэрион Гамильтон, местной толковательницей Таро и лидером магической секты. Джоан приобретает книгу «Быть Ведьмой. Учебник для начинающих» и погружается в изучение колдовства, и грань между реальностью и фантазией начинает для неё постепенно стираться…

## В ролях
- Джен Уайт — Джоан Митчелл
- Билл Танхерст — Джек Митчелл
- Джоэдда МакКлейн — Никки Митчелл
- Реймонд Лейн — Грегг Уильямсон
- Энн Маффлай — Ширли Рэндольф
- Ширли Штрассер — Грейс
- Robert Trow[англ.] — детектив Миллз
- Джен Векслер — Глория
- Шарлотта Картер — Мэри
- Линда Кригэн — Пэтти
- Билл Хинцман — нарушитель
- Марвин Либер — Джерри Рэндольф
- Эстер Лапидус — Сильвия
- Дэн Маллингер — сержант Фрейзер
- Нил Фишер — доктор Миллер
- Дэрил Монтгомери — Ларри
- Кен Питерс — Джон Фуллер
- Вирджиния Гринвальд — Мэрион Гамильтон